# Nevado del Tolima
De Nevado del Tolima is een actieve maar stabiele vulkaan gelegen in het Colombiaanse departement Tolima, vlak bij de stad Ibagué. De stratovulkaan is 5.216 meter hoog.
De berg wordt bedekt door een gletsjer die ongeveer 2,3 km² in omvang is en een geschat volume ijs van 69 miljoen m3 bevat. De meest populaire beklimming vindt plaats vanuit de stad Ibagué. De steile top van de Tolima contrasteert met de vlakkere iets meer naar het noorden gelegen Nevado del Ruiz. Verondersteld wordt dat de andesitisch-dacitische vulkaan zich in de laatste 40.000 jaar (Pleistoceen) gevormd heeft. De top bestaat uit holocene lavakoepels, omringd door bloklava en pyroclastische afzettingen. De laatste grootste uitbarsting vond vermoedelijk zo'n 3600 jaar geleden plaats. In de 19e en 20e eeuw zijn enkele kleinere uitbarstingen waargenomen.
In het gebied waar de vulkaan zich bevindt, worden thermale bronnen aangetroffen. De temperaturen van deze warme baden schommelen tussen de 52 °C (Don Camilo) en 24 °C (Aquilino).

## Galerij

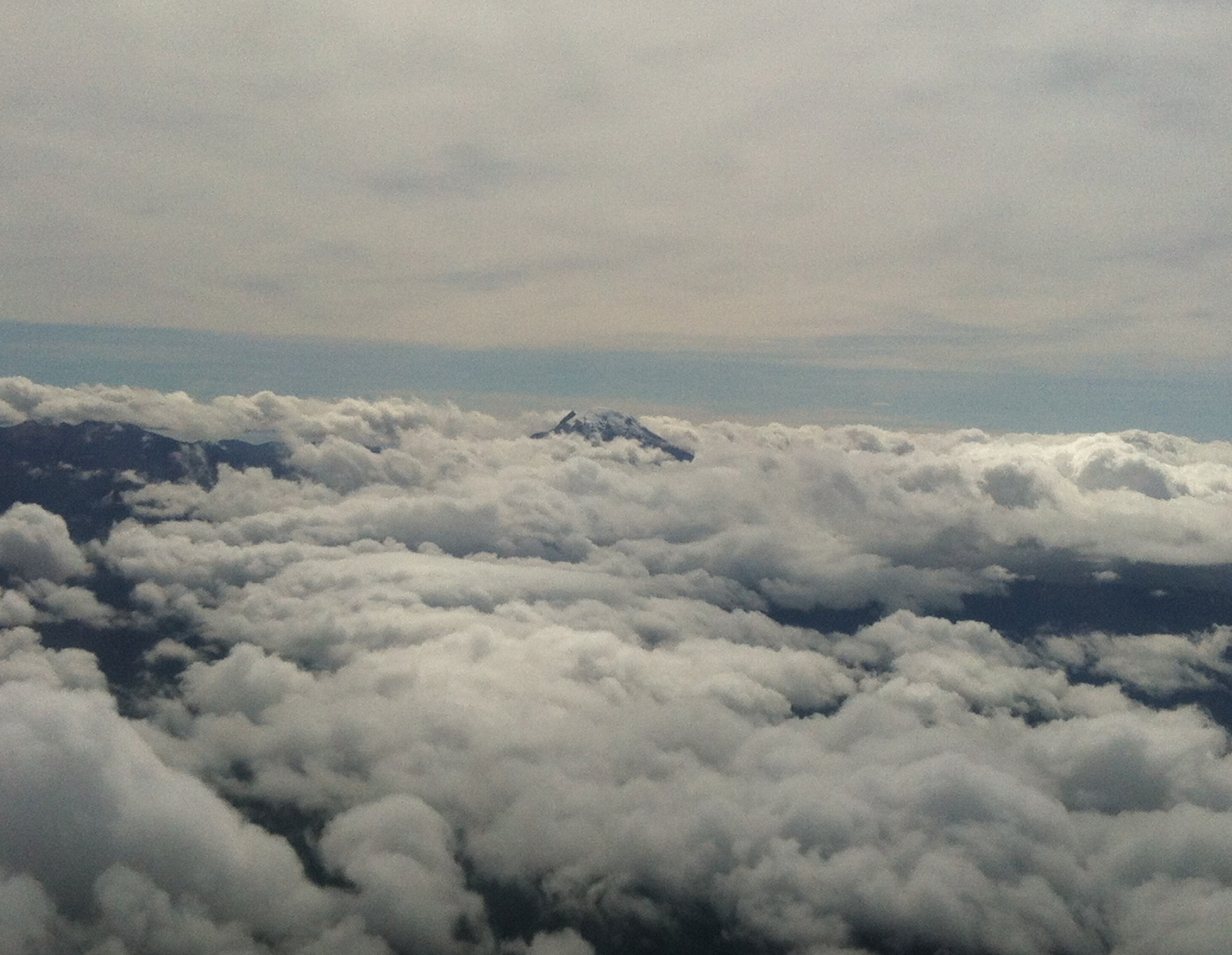
Foto vanuit de lucht, zicht vanuit het zuiden